# Lascheid (Burg-Reuland)

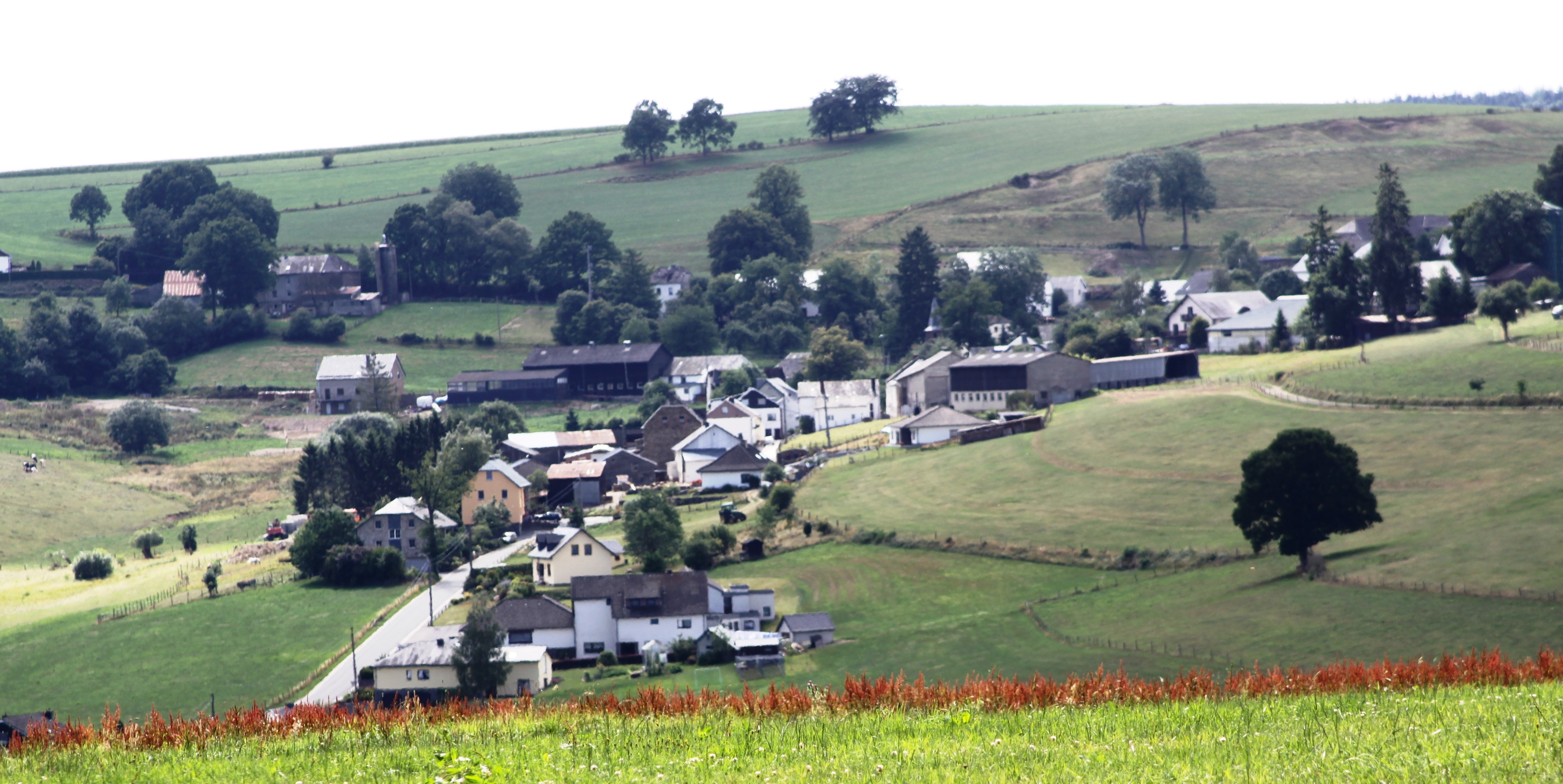
Blick von Burg-Reuland auf Lascheid

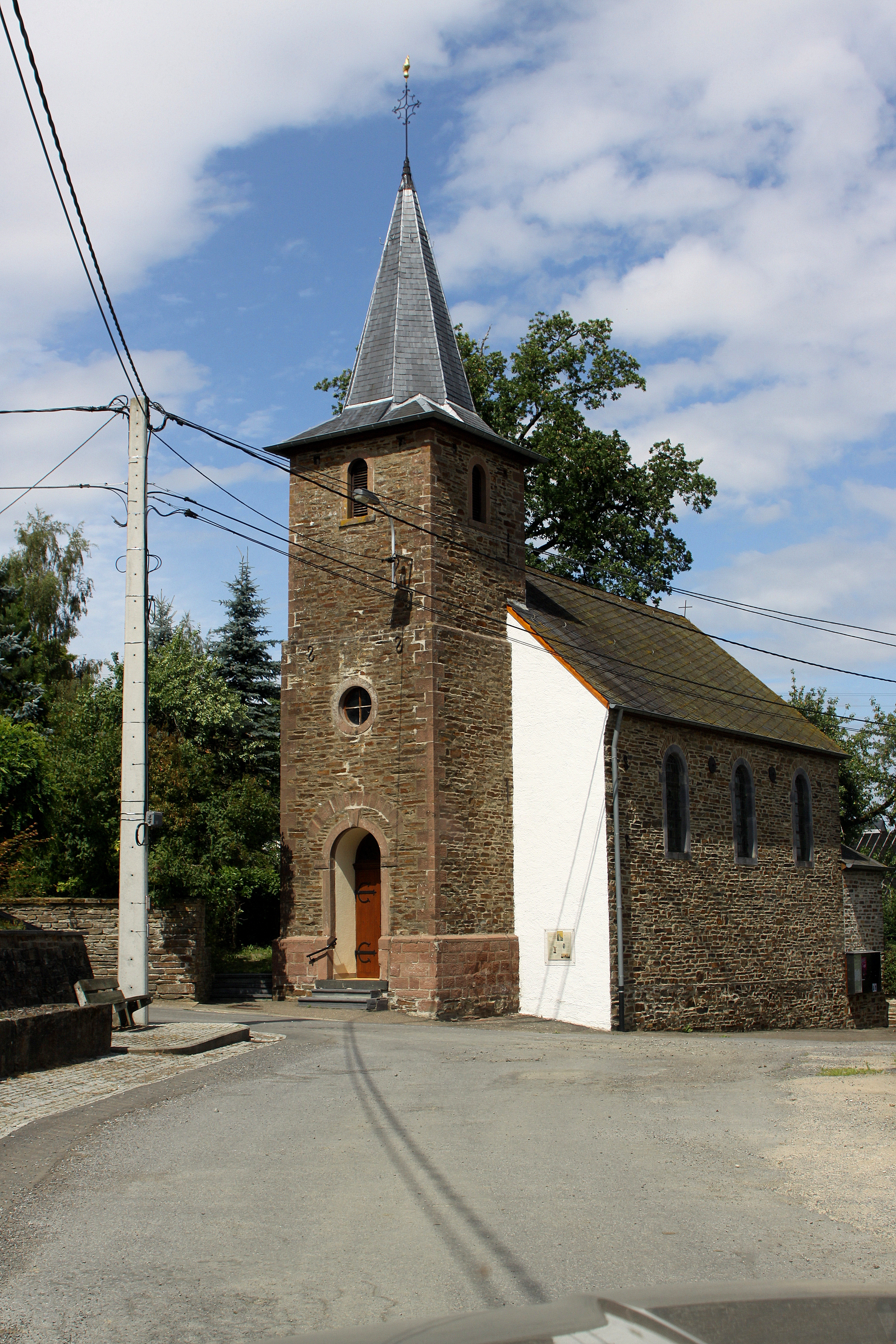
Die Lascheider Kapelle im Jahr 2010

Lascheid ist ein Dorf in der belgischen Eifel mit 176 Einwohnern, das zur Gemeinde Burg-Reuland in der Deutschsprachigen Gemeinschaft gehört.

## Geografie
Lascheid liegt rund zwölf Kilometer südlich der Stadt Sankt Vith und jeweils nur rund zwei Kilometer nördlich der luxemburgischen bzw. westlich der deutschen Staatsgrenze.

## Geschichte
Die Ortsbezeichnung Lascheid bedeutet so viel wie Landes-Scheide/-Grenze. Lascheid wurde erstmals im Jahre 1501 als Landscheydt urkundlich erwähnt. Schon in jenem Jahr gab es in Lascheid eine kleine Kapelle, die dem Hl. Michael geweiht war.  Sie wurde 1759 durch den heutigen Bau ersetzt, dessen Westturm allerdings erst 1902 hinzugefügt wurde. Die heutige Kapelle mit ihrem dreiseitigen Altarraum ist aus Bruchstein gebaut. Der Altar stammt aus dem 18. Jahrhundert. Eine Sakristei wurde 1989 auf Initiative der Lascheider Bevölkerung angebaut.